# 文心雕龙
《文心雕龙》，又稱作《文心》，是中国第一部系统文艺理论著作，是中國有史以來较为精密的批评著作之一，作者为刘勰，完书于中国南齊时期。
《文心雕龙》是劉勰在入定林寺後期所寫，是“齒在踰立”之年的作品，全書重點兩個：一個是反對不切實用的浮靡文風；一個是主張實用的“攡文必在緯軍國”之落實文風。刘勰把全部書都當成文學書來看，因此本書立論極為廣泛。
劉勰曾幫助僧祐整理佛經，有學者認為《文心雕龍》多少有受佛教思想影響。饒宗頤《〈文心雕龍〉與佛教》說：“他的文學理論之安排，卻建築於佛學根基之上。”僧祐所使用的“原始要終”一詞，在《文心雕龍》之中合計使用四次。日本學者興膳宏例舉《文心雕龙》與《出三藏記集》的相似處。事實上，《文心雕龍》全書受《周易》二元哲學的影響很大。
章學誠形容《文心雕龙》為「體大而慮周」的書籍。楊明照形容《文心雕龍》是一部偉大著作；陸侃如、牟世金認為此書不單在中國文學史上有重要地位，在世界文藝理論史上也是重要的。

## 寫作動機
劉勰不滿意當時形式主義的創作，也不滿前人細碎片面的文學批評。他有感於當時選文漫無準的，有志立言：建立一個文學理論體系。

## 篇名
- 一：原道、徵聖、宗經、正緯、辯騷（辨騷）
- 二：明詩、樂府、詮賦、頌讚、祝盟
- 三：銘箴、誄碑、哀弔、雜文、諧讔
- 四：史傳、諸子、論説、詔策、檄移
- 五：封禪、章表、奏啟、議對、書記
- 六：神思、體性、風骨、通變、定勢
- 七：情采、鎔裁、聲律、章句、麗辭
- 八：比興、夸飾、事類、練字、隱秀
- 九：指瑕、養氣、附會、總術、時序
- 十：物色、才略、知音、程器、序志

## 思想要旨

### 儒家思想
《文心雕龍》弘揚儒家思想，前五篇包括「原道」、「徵聖」、「宗經」、「正緯」、「辨騷」，重點在闡述儒家思想，提倡儒家的文學觀點，以矯正當時不切實用的文風。

### 文學觀念
《文心雕龍》主張文質並重，要求內容形式並重兼備；優秀作家的作品，要能達到「文不滅質，博不溺心」的地步。書中提倡自然的文學，以矯正當時雕琢淫濫的文風；提倡真實的文學，以矯正當時無病呻吟的文風；並提倡文學的創造，以矯正當時剽竊因襲的文風。
《文心雕龍》論述文學與環境的關係，認為文學受社會環境、自然環境影響。劉勰以前的論文家如曹丕、陸機，都以天才為文學創作的決定因素。劉勰一方面承認才性的重要，但他也認為文學的種種變化，主要是由於外面的社會環境，即所謂「文變染乎世情，興廢繫乎時序」。他還注意到氣候、時令與山川風景對作家的影響。

### 批評論
《文心雕龍》建立批評論。有關批評家的修養，在「知音」篇，劉勰提出批評家要博識，提高鑒別能力，「凡操千曲而後曉聲，觀千劍而後識器。故圓照之象，務先博觀。」有關批評家的態度，劉勰認為不能貴古賤今，不能崇己抑人，必須放棄主觀好惡的成見。
有關批評的標準，劉勰提出「六觀」，「將閱文情，先標六觀。一觀位體，二觀置辭，三觀通變，四觀奇正，五觀事義，六觀宮商。斯術既形，則優劣見矣。」

## 影響
《文心雕龍》是中國第一部成體系的文學批評作品，對後世有相當大的影響。此書最初不為時人所稱，後來作者劉勰将其獻給沈約，该書地位有所提升。隋唐時期，影響日益擴大，获得了一定程度上的肯定，並影響了《史通》和《文鏡秘府論》。在宋元時期，《文心雕龍》的傳播更廣，但評價較低。到明清時期，地位回升，在《四庫全書》中被列为詩文評类著作之首。至當代，學者更为看重此書，魯迅視之為可以和《詩學》相比的作品。

## 翻譯

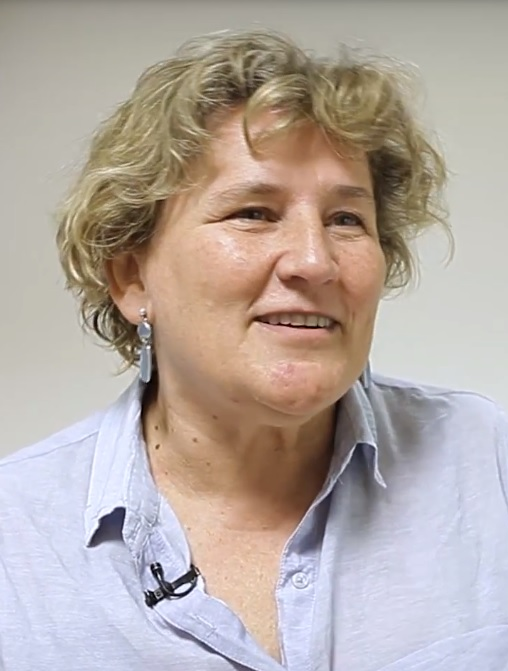
阿莉西亚·雷林科·埃莱达，西班牙語譯本之譯者

此時候《文心雕龍》的傳播相當之廣泛，並翻譯成不同的語言。據戚良德於2005年的不完全統計，專著有348本，而在中國大陸的校注和白話文翻譯著作有73種之多。而在海外，學者先後也推出他們對於《文心雕龍》的翻譯本。在英語有3本全譯本，以及是12種節譯本，全譯本包括有：施友忠的The Literary Mind and the Carving of Dragons（1959年）、黃兆杰的The Book of Literary Design（1999年）、楊國斌的Dragon-Carving and the Literary Mind（2003年）:91。日語的全譯本包括有三種：興膳宏（世界古典文學全集第25卷，1968年）、目加田誠（中国古典文学大系第54卷，1974年）、戶田浩曉（新釋漢文大系，上冊1974年出版；下冊1977年出版）。韓國也有對於《文心雕龍》的翻譯本，包括：崔信浩（1975年）、李民樹（1984年）、崔東鎬（1994年）。此外尚有其他語言的全譯本，包括：王和達（捷克語，1968年）、蘭珊德（義大利語，1995年）、陳蜀玉（法語，2011年）、雷林科（西班牙語，2022年） 。